# Pandino
Pandino – miejscowość i gmina we Włoszech, w regionie Lombardia, w prowincji Cremona.
Według danych na rok 2004 gminę zamieszkiwały 7792 osoby, 354,2 os./km².